# Affinité (féodalité)
Pour les articles homonymes, voir Affinité.

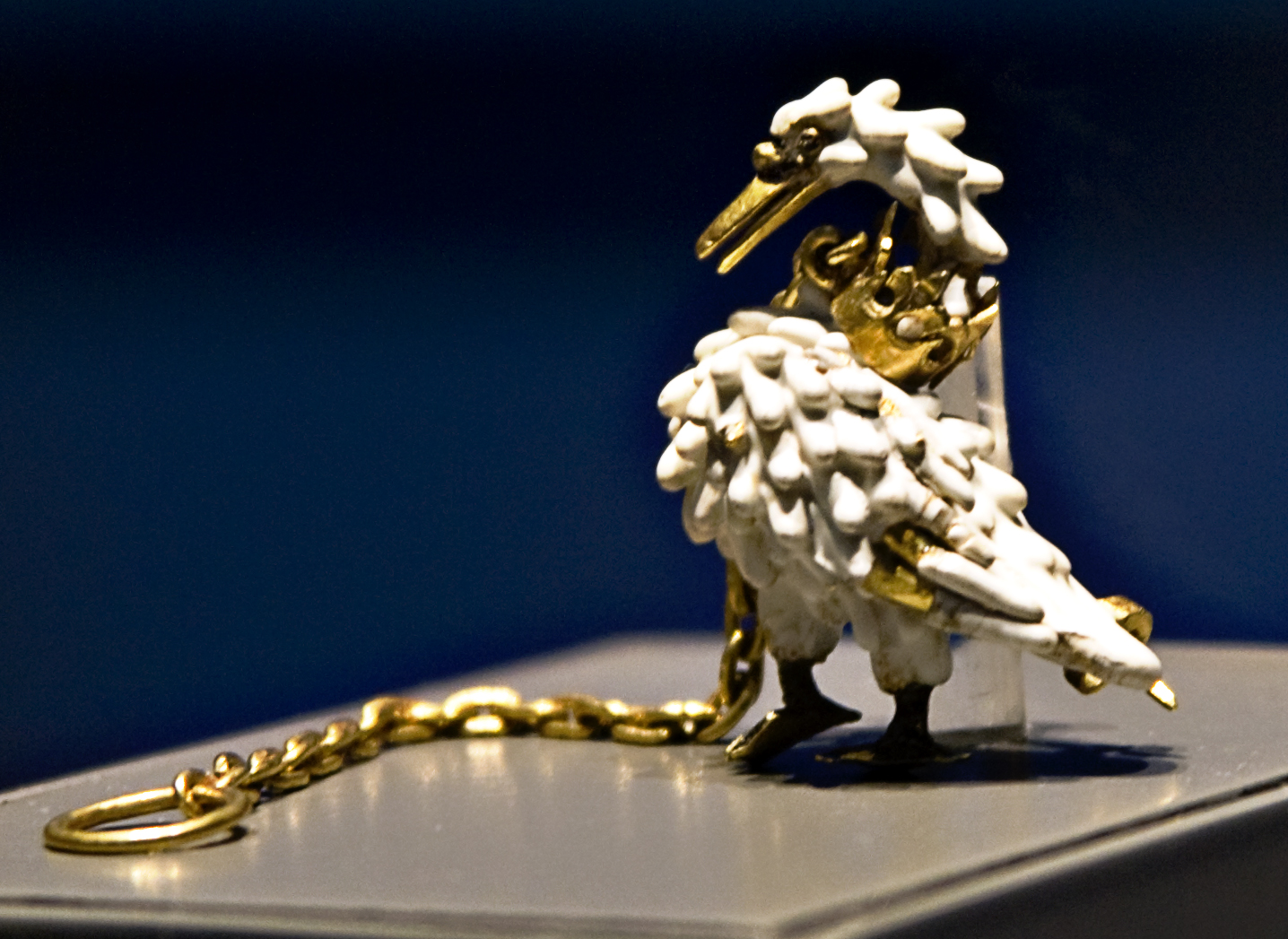
Le Dunstable Swan Jewel, un insigne de livrée, de ca. 1400 (British Museum)

Dans l'histoire post-classique, une affinité était un nom d'un groupe, généralement formé d'hommes, qu'un seigneur rassemblait autour de lui à son service ; il a été décrit par un historien moderne comme « les serviteurs, les domestiques et les autres disciples d'un seigneur », et comme « faisant partie du tissu normal de la société ». Il est considéré comme un aspect fondamental de la féodalité bâtarde (en). Cela a agi comme un moyen de lier les magnats à la noblesse inférieure, tout comme le féodalisme l'avait fait d'une manière différente.
Une forme de relation était connue sous le nom de livrée et entretien. Le seigneur fournit un emblème et une livrée, destinés à être portés par le mandataire. Et « l'entretien » est le soutien du seigneur dans les différends du mandataire, ce qui pouvait souvent constituer une entrave aux procédures judiciaires.

## Les origines
L'une des premières affinités féodales identifiables était celle de Guillaume le Maréchal, qui, en 1190, a rassemblé autour de lui une force composée d'hommes sans nécessairement de lien tenural avec lui. Plutôt que de recevoir des terres, ces hommes ont reçu des concessions de fonctions et la sécurité de la proximité de Pembroke avec le roi. L'historien Michael Hicks l'a décrit comme un lien « personnel, non féodal » que David Crouch a appelé un exemple précoce d'une relation féodale bâtarde. 
D'un autre côté, cent ans plus tard, le comte de Lincoln a rassemblé des corps d'hommes — souvent parmi ses locataires — de ses domaines à Lincoln, qui étaient encore liés au comte féodalement par leur régime foncier.

## Composition

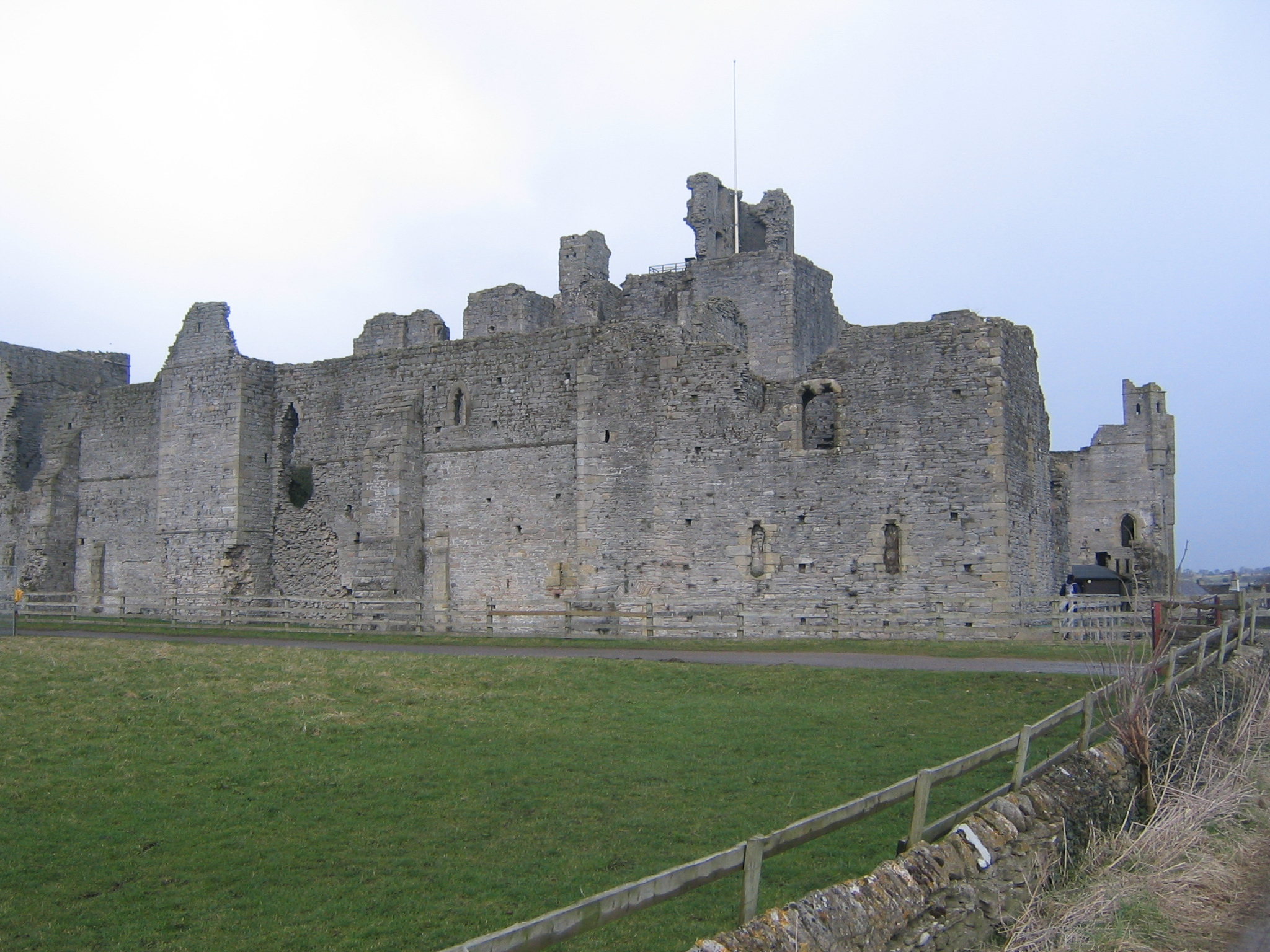
Le château de Middleham était le centre du comte de l'affinité du Yorkshire de Salisbury.

Au cœur d'une noble affinité se trouvaient les serviteurs sous contrat du seigneur, et au-delà d'eux se trouvait un groupe plus amorphe de partisans et de contacts généraux. La différence, écrivait McFarlanegneurie « de manière à la fois plus et moins permanente » que les mandataires. Christine Carpenter a décrit la structure de l'affinité du comte de Warwick comme « une série de cercles concentriques » dont il était le centre. Il a été constaté qu'un seigneur ne devait rassembler qu'un nombre relativement restreint de personnes dans les zones où il était fort, car les membres de son affinité le soutenaient non seulement lui, mais se soutenaient aussi les uns les autres. Ainsi, le nombre d'hommes qui pouvaient lui venir en aide était souvent bien supérieur au nombre d'hommes qu'il connaissait réellement. C'étaient des hommes en qui le seigneur avait confiance : par exemple, en 1459, peu avant le début de la guerre des roses, le comte de Salisbury rassembla les membres les plus proches de son affinité avec lui à Middleham Castle et prit conseil avant de se manifester publiquement en faveur de le duc rebelle d'York,.
Le seigneur incluait souvent des hommes à des postes d'autorité locale, par exemple des juges de paix, au sein de son affinité. D'autre part, il pourrait, comme l'a fait Jean de Gaunt à la fin du XIVe siècle, recruter des gens dans son affinité indépendamment de leur poids social, comme expression de ses « ambitions courtoises et chevaleresques », comme l'a dit Anthony Goodman. Un contemporain a décrit ces derniers comme « parents, amis, allys et parttakaris » (« parents, amis, alliés et participants ») du seigneur. Les membres de l'affinité pouvaient généralement être identifiés par la livrée que le seigneur distribuait pour leur identification avec lui ; cela pouvait aller de simples brassards à « une forme de livrée plus exclusive - des bandes de riband montées en métal exclusives » ; les membres de haut rang de la suite de Jean de Gaunt - une position « très prisée » - portaient le Collier des Esses. Les membres de l'affinité les plus proches du seigneur étaient les plus utiles : les fonctionnaires de la succession, le trésorier, les intendants et souvent plus d'un avocat.

## Moyen Âge tardif

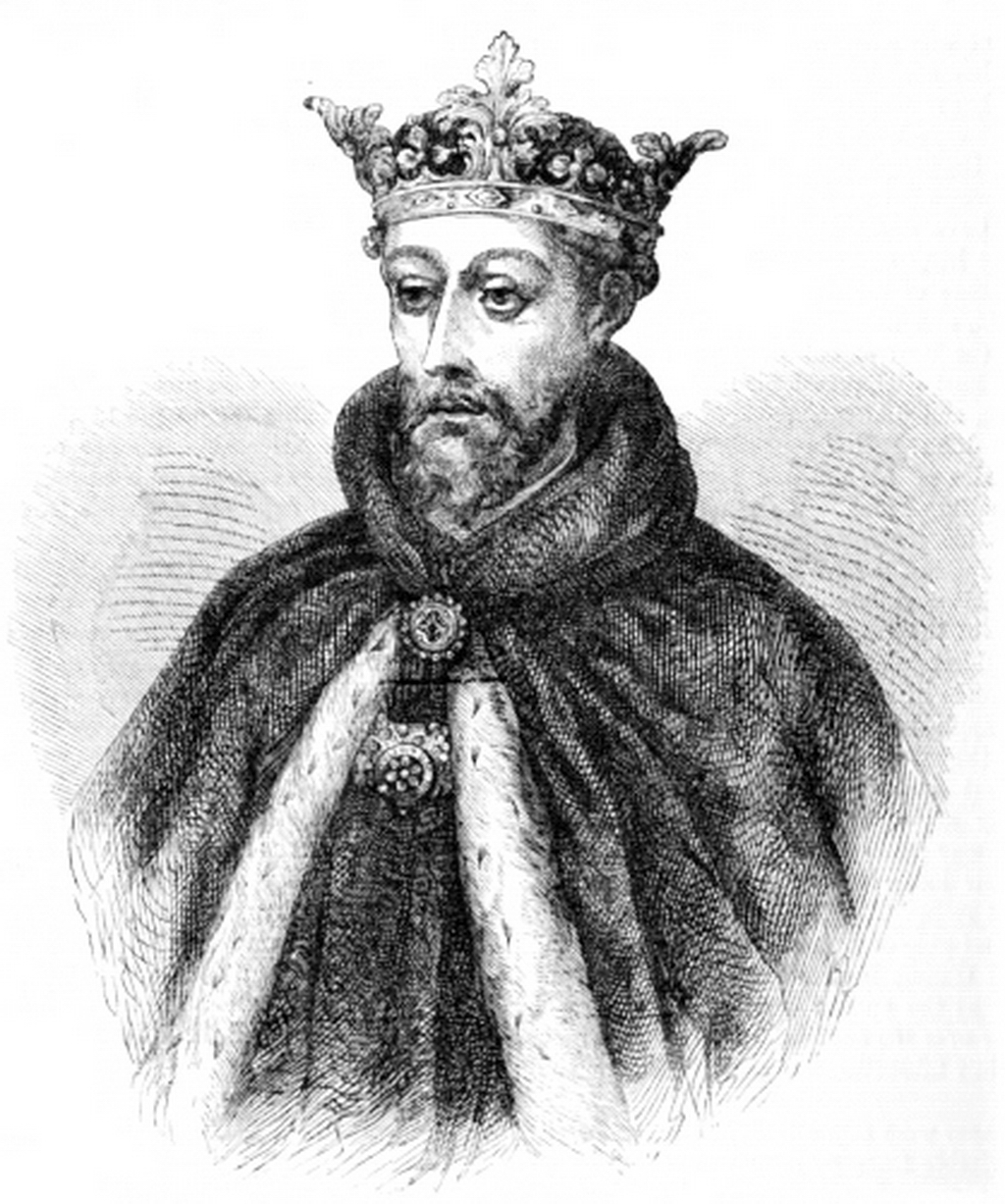
Jean de Gaunt, duc de Lancastre : à la fin du XIV, son affinité était juste derrière celle du roi.

À la fin du Moyen Âge, des rois tels que Richard II et Henri IV avaient créé leurs propres affinités au sein de la gentry régionale pour des motifs politiques aussi bien que martiaux. Ils étaient donc plus éloignés de la cour royale, mais ils étaient aussi plus nombreux que les chevaliers de maison des premiers rois. Au XVe siècle, la plupart des agents régionaux de la couronne étaient considérés comme étant dans l'affinité du roi, car ils avaient un lien plus étroit avec la couronne que les sujets ordinaires. Sous le règne d'Henri VI, EF Jacob estime que le nombre d'écuyers employés par le roi dans les localités est passé de 150 à plus de 300. 
Dans le cas de Richard, il a été suggéré que c'était dans le but de renforcer le pouvoir royal pour contrer les affinités préexistantes de la noblesse et renforcer son propre pouvoir. En effet, ils étaient au cœur de l'armée que Richard a emmenée en Irlande lors de sa campagne de 1399, avant sa déposition. Cela pourrait inclure plusieurs centaines de « chevaliers du roi » et écuyers, conservés avec de l'argent comptant. En fait, les sommes dépensées par la Couronne pour son affinité régionale étaient à l'origine du mécontentement suscité par les dépenses royales auquel Richard II, par exemple, a dû faire face en 1397. De même, l'affinité de Jean de Gaunt a augmenté de moitié entre 1381 et le début des années 1390 et lui a coûté des sommes bien plus élevées que les 10 % de revenus que les magnats dépensaient généralement pour leurs suites. Gaunt l'a utilisé pour défendre sa position contre la couronne alors que le règne de Richard II devenait de plus en plus erratique et que son fils, Henry de Bolingbroke, en hérita en 1399 et lui trouva une armée toute prête qui lui permit de renverser Richard. Dans des circonstances très similaires, en 1471, Édouard IV, revenant d'exil pour reprendre son trône, rassembla ses affinités avec lui alors qu'il marchait vers le sud, et il a été dit que « c'était comme maître d'une telle affinité qu'à Barnet et Tewkesbury King Edward a gagné une maîtrise plus large ». Le comte de Salisbury, utilisant également son affinité comme une démonstration de force en 1458, a assisté à une réunion du conseil royal avec une affinité d'environ 400 cavaliers et quatre-vingts chevaliers et écuyers ; la Brut Chronicle contemporaine l'estimait à environ 500 hommes,.  
Les affinités ne se limitaient pas aux rois ou aux magnats ; dans les années 1420, par exemple, le cardinal Beaufort a maintenu une affinité dans de nombreux comtés anglais, bien que, comme homme d'église, son affinité était politique plutôt que militaire. Ils n'étaient pas aussi confinés aux hommes : l'épouse d' Edouard II, Isabella, avait une affinité dont « l'influence collective était aussi puissante que les seigneurs les plus puissants », même avec moins de militaires. Ils pourraient également être élargis au fil des événements ; Le mariage secret d' Edward IV avec Elizabeth Woodville a amené une importante famille des Midlands et leurs serviteurs directement dans la maison royale.